# Караагаш (район имени Габита Мусрепова)
Караагаш (каз. Қараағаш) — село в районе имени Габита Мусрепова Северо-Казахстанской области Казахстана. Входит в состав Шукыркольского сельского округа. Код КАТО — 596669300.

## Население
В 1999 году численность населения села составляла 250 человек (124 мужчины и 126 женщин). По данным переписи 2009 года, в селе проживало 151 человек (83 мужчины и 68 женщин).